# Monopolgruppentheorie
Als Monopolgruppentheorie bezeichnet man die marxistische Theorie, nach der sich
die Kapitalistenklasse in rivalisierende Gruppen, die branchenspezifische Interessen haben und verfolgen, aufspaltet. Der Ansatz wird in der westlichen Geschichtswissenschaft weitgehend abgelehnt.

## Marxistisch-leninistische Theorien in der DDR
Von all den globalen Theorien, die das Walten des Dritten Reiches auf wirtschaftliche Ursachen zurückführen, stammten nach Turner, mit der Monopolgruppentheorie und der Theorie vom Staatsmonopolistischen Kapitalismus, die ausgeklügeltsten, aus der DDR. Auf Grund der Forschungsergebnisse der letzten 30 Jahre (vom Zeitpunkt 1998 aus betrachtet) hätten sie jedoch ihre Glaubwürdigkeit verloren, und die all diesen Theorien zugrundeliegende Annahme eines „Primats der Wirtschaft“ sei unhaltbar geworden. Nach marxistisch-leninistischer Sichtweise, schlug in den entwickelsten kapitalistischen Ländern gegen Ende des 19. und zu Beginn des 20. Jahrhunderts die den Kapitalismus bislang kennzeichnende freie Konkurrenz (Konkurrenzkapitalismus) bei den wichtigsten Industriezweigen in eine marktbeherrschende Monopolwirtschaft, dem Monopolkapitalismus um. Besonders eindrucksvoll in der Kohlen- und Eisenindustrie, bei den großen Elektrizitätsgesellschaften und den Erdölproduzenten. Das kapitalistische Monopol ist nach marxistischer Auffassung ein Ausbeutungs- und Herrschaftsverhältnis und ist die Einheit der 5 Merkmale von Lenins Imperialismusdefinition. Entstanden auf einer hohen Stufe der Konzentration der Produktion und des Kapitals, erringt es durch Absprachen und Zusammenschlüsse wesentliche Anteile am Gesamtkapital des jeweiligen Zweiges, beherrscht die Märkte, übt Macht über mittlere und kleinere Kapitalisten aus und hebt mit ökonomischer und außerökonomischer Gewalt die freie Konkurrenz auf. Monopole dehnen sich in die ganze Welt aus und durchdringen das gesellschaftliche Leben. Ihr wichtigstes Ziel und Merkmal sind die Kontrolle der Preise um sich Extraprofite zu sichern. Lenin schrieb 1916:

„Der politische Überbau über der neuen Ökonomik, über dem monopolistischen Kapitalismus [...] ist die Wendung von der Demokratie zur politischen Reaktion. Der freien Konkurrenz entspricht die Demokratie. Dem Monopol entspricht die politische Reaktion.“

Begründer der Monopolgruppentheorie war Jürgen Kuczynski, der zwischen den beiden Gruppen „Kohle-Eisen-Stahl“ und „Chemie-Elektro“ unterschied. Nach seiner Theorie habe „Kohle-Eisen-Stahl“ eine reaktionäre und „Chemie-Elektro“ eine liberalere Politik betrieben. Die Gründung der Weimarer Republik sei ein Sieg von „Chemie-Elektro“ über „Kohle-Eisen-Stahl“ gewesen, während die NSDAP die Massenbasis von „Kohle-Eisen-Stahl“ gewesen sein soll und die Machtübertragung an die NSDAP einen Sieg dieser Gruppe über „Chemie-Elektro“ darstellte.
Kurt Gossweiler modifizierte Kuczynskis Monopolgruppentheorie, indem er die Banken einbezog. Für ihn kämpften in der Weimarer Republik und im Dritten Reich im Wesentlichen eine „alldeutsche“ gegen eine „amerikanische“ Fraktion. Die Hauptvertreter der „amerikanischen“ Fraktion seien Fritz Thyssen und Hjalmar Schacht gewesen.
Dietrich Eichholtz, der diesem Modell folgte, sah in der Entmachtung von Schacht und Thyssen einen Sieg der „alldeutschen“ über die „amerikanische“ Fraktion. Eichholtz sieht als bestimmenden Faktor für die Bildung der Gruppen, dass die Montankonzerne Stoffe und Energien erzeugen, während Chemie- und Elektroindustrie diese umwandeln. Dies erzeuge „verschiedene ökonomische Interessenlagen und verschiedene Taktiken und teilstrategische Zielsetzungen“. Für die Montankonzerne sei das wirtschaftsstrategische Hauptziel die „unermeßlichen Reichtümer“ der Sowjetunion und für die Nichteisen-Metallkonzerne und die Monopolreedereien ein Kolonialreich in Afrika gewesen. Für die Chemie- und Elektrokonzerne habe das Ziel hingegen in der Ausschaltung der Konkurrenz, somit der Kontrolle des Weltmarkts bestanden, wozu die Eroberung der Sowjetunion nur als Zwischenstufe und Mittel für die Erringung der Weltherrschaft diente.
Nach Eichholtz und Gossweiler verwachsen bestimmte Konzerne bzw. Konzerngruppen, mit bestimmten Teilen des Staatsapparates zu sogenannten „staatsmonopolistischen Gruppierungen“ wie z. B. die Vierjahresplanorganisation. Einer der Pioniere der wissenschaftlichen Forschung zur Rolle der Industrie im Nationalsozialismus Dietmar Petzina kam 1968 zu dem Befund, dass es im Fall der I.G. Farben und ihrer Rolle im Vierjahresplan in der Tat zu „einer Verschmelzung industrieller und staatlicher Bereiche“ und zu einer Privatisierung der Wirtschaftspolitik „zugunsten großer Monopolgruppen“ gekommen ist. Doch sei dies atypisch gewesen, spätestens seit 1936 habe es eine klare Dominanz politischer Vorgaben geben, die die Handlungsspielräume der Privatwirtschaft wesentlich einschränkten.
Eine eigene Monopolgruppentheorie zum Aufstieg der NSDAP vertrat Eberhard Czichon. Für ihn wollten die „Nazi-Industriellen“ mithilfe der NSDAP die Wirtschaftskrise durch rasche Wiederaufrüstung und strenge Autarkiepolitik überwinden, während ein anderer Flügel, den er „Keynesianer“ nannte, eine staatlich gelenkte Ankurbelung der Wirtschaft wollte.
Die Monopolgruppentheorien der DDR-Geschichtswissenschaft werden von der nichtmarxistischen Wissenschaft weitgehend abgelehnt. Der deutsche Politikwissenschaftler Iring Fetscher verwies 1972 darauf, dass die von Marx prognostizierte Konzentration zwar eingetreten sei, seit 1950 aber im Bereich des Eigentums und der Einkommen rückläufig sei. Der deutsche Historiker Reinhard Neebe kritisierte 1981, sie blieben trotz mancher Differenzierungen im Rahmen der Dimitroff-These, die Faschismus als „terroristische Diktatur der am meisten reaktionären, chauvinistischen und imperialistischen Elemente des Finanzkapitals“ verstand. Die fruchtbaren Ansätze der Bonapartismustheorie würden ignoriert. Insbesondere sei der Monopolgruppenansatz problematisch, wenn den Fraktionen des Monopolkapitals vorab eine grundsätzliche Interessengemeinsamkeit unterstellt werde, durch sie im historischen Prozess als handelndes Subjekt auftreten könnten. Diese Einigkeit habe es aber nicht gegeben. Kuczynski, Goßweiler und Czichon würden „die sozio-ökonomische Gesamtentwicklung […] fast völlig ausblende[n]“, wodurch der Faschismus bei ihnen als „monokausaler Kaufakt“ (Eike Hennig) von einzelnen Großindustriellen, Bankiers und Junkern erscheine.
Der amerikanische Historiker Henry A. Turner urteilte 1985, sie seien untereinander inkompatibel, da keine Einigkeit erreicht wurde, welcher Industrielle nun in welche Monopolgruppe einzuordnen sei. Zudem würden sie die komplexen Prozesse, die zur Machtergreifung der Nationalsozialisten führten, zu einer von den Quellen nicht gedeckten Agententheorie versimpeln, wonach die Kapitalisten Hitler an die Macht gebracht hätten. Diese These habe hauptsächlich eine politische Funktion: Sie solle die Untertanen der Diktatur dahingehend indoktrinieren, „allen kapitalistischen Gesellschaften sei eine mörderische Destruktivität eigen, die nur durch eine völlige Umwandlung ihres wirtschaftlichen und gesellschaftlichen Systems gebannt werden könne“.
Der deutsche Historiker Wolfgang Wippermann kritisierte 1986, dass in der Monopolgruppentheorie Adolf Hitler nur noch als „völlig willenloses und austauschbares Werkzeug irgendwelcher Kapitalisten“ erscheine. Zudem bedeute sie einen Freispruch der ganz überwiegenden Mehrheit der Deutschen, die ja keine Kapitalisten waren, von jeglicher Mitschuld an den Verbrechen des NS-Regimes. Hier sieht er eine Parallele zur Verdrängung des Themas im öffentlichen Diskurs der Bundesrepublik in den 1950er Jahren.

## Westliche Forscher

### Hallgarten
Der amerikanische Historiker George W. F. Hallgarten zog 1955 die Trennungslinie zwischen anonymen Gesellschaften und unabhängigen Familienunternehmen. 1974 meinte er, dass die mehr unabhängigen Werke, geführt von Krupp, Hoesch, Haniel und Klöckner, gegen die Hitler-Führung bei der Sammlungspolitik des rechten Lagers waren, da sie die Diktatur der Männer des Stahlvereins (Vereinigte Stahlwerke) fürchteten, die sich immer enger mit Hitler verflochten. Hallgartens erste Veröffentlichung wurde von Henry Turner 1975 als veraltet abgetan; auch der Aufsatz von 1974 beruhe nicht auf neueren Forschungen, sondern diene in erster Linie dazu die alten Thesen zu verteidigen. Unkritisch übernehme Hallgarten dabei Angaben aus der marxistischen Faschismusforschung der DDR, von denen einige Fehler und Entstellungen enthalten. „Im allgemeinen wird Analyse weitgehend mit Polemik ersetzt“.

### Sohn-Rethel
Der deutsche Sozialphilosoph Alfred Sohn-Rethel sah in der Industrie in der Weimarer Republik ein „Brüning-Lager“ (Elektro-, Chemie-, Maschinenbauindustrie, Großbanken) und ein Lager der „Harzburger Front“ (Stahl-, Montan-, Bau- und Betonindustrie – mit Ausnahme von Krupp). Erstere Gruppe wurde damals unter dem Namen „Exportindustrie“ zusammengefasst, und die andere sammelte sich unter dem Schlagwort „Autarkie“. Nach Sohn-Rethel waren beide Gruppierungen weder nur am Binnenmarkt oder nur am Export interessiert, sondern hatten den internationalen Wirtschaftskampf im Sinn, aber mit verschiedenen Wegen und Methoden: Das „Brüning-Lager“ habe immer noch immer noch Gewinne gemacht, während das Lager der „Harzburger Front“ damals als „Fronde der faulen Debitoren“ bezeichnet wurde. Dieser These widersprach der deutsche Historiker Heinrich August Winkler 1978: Es habe 1932/33 keinen Konsens
innerhalb der Industrie und erst recht nicht zwischen Industrie und Agrariern über eine „Umlagerung des deutschen Außenhandels“ gegeben, wie Sohn-Rethel behauptete. Und einen Regimewechsel hätte das Projekt auch nicht erfordert. Insofern seien Sohn-Rethels Angaben „weitgehend spekulativ“.

### Pogge von Strandmann
Für Hartmut Pogge von Strandmann (1978), der in Oxford Geschichte lehrte, reicht die vereinfachte Formel von Kuczynski „Kohle-Stahl“ gegen „Elektro-Chemie“ nicht aus, die „Machtkämpfe und Rivalitäten“ der Großindustriellen zu schematisieren. Er machte einen allgemeineren Gegensatz zwischen Schwerindustrie und verarbeitender Industrie aus. Während diese Träger der durch die Novemberrevolution geschaffenen Modernisierung gewesen sei, habe die Schwerindustrie eine autoritäre Umformung der Weimarer Republik angestrebt und so eine destabilisierende Wirkung ausgeübt.